# ويل تايلور
ويل تايلور (بالإنجليزية: Will Taylor)‏ هو عازف جاز أمريكي، ولد في 30 نوفمبر 1968.

## وصلات خارجية
- ويل تايلور على موقع ميوزك برينز (الإنجليزية)
- ويل تايلور على موقع ديسكوغز (الإنجليزية)